# جبل تيبل

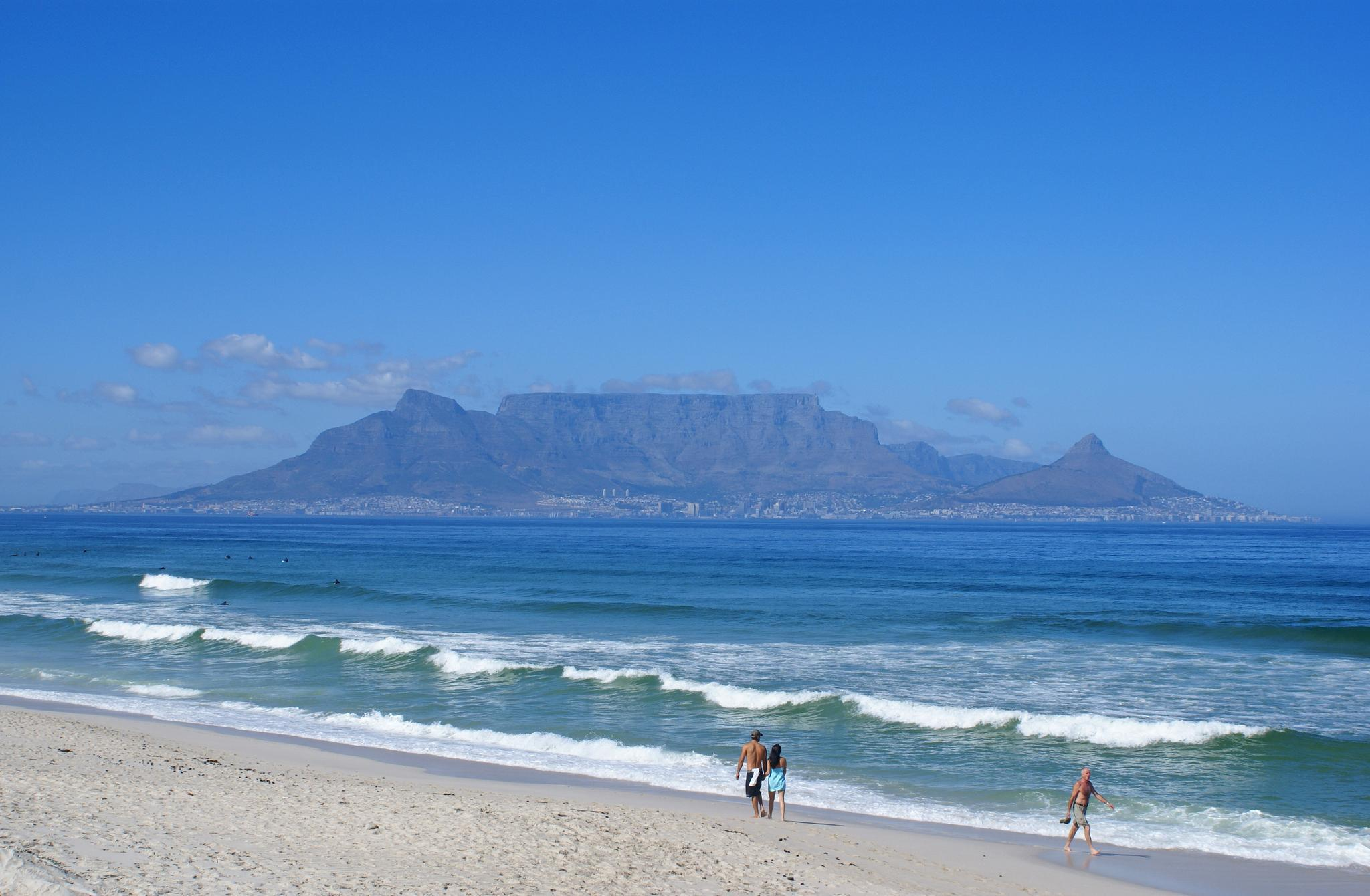
صورة لجبل الطاولة ومدينة كيب تاون.

جبل تيبل أو جبل الطاولة، هو جبل مسطح القمة يشكل علامة بارزة تطل على مدينة كيب تاون في جنوب أفريقيا ومصور على علم كيب تاون. يعتبر الجبل من المعالم السياحية البارزة في المدينة وتم اختياره كأحد 7 عجائب الطبيعة في العالم.

## الجيولوجيا
يتكون جبل تيبل في الغالب من حجر تيبل الرملي الأبيض الكوارتزيتي، الذي يرتكز على صخور رمادية وطينية في الجدار السفلي، فيما يُعرف بطبقة مالمزبري (مجموعة مالمزبري). منذ حوالي 630 مليون سنة، تسربت الصهارة إلى طبقات الصخور الموجودة، والتي بردت لتشكل جرانيت شبه الجزيرة. ترسبت بعد ذلك رمال ناتجة عن عمليات نهرية وبحرية على القمة، والتي تجمدت لتتحول إلى حجر رملي (مجموعة جبال تيبل: هنا تكوينا غرافووتر وشبه الجزيرة). يبلغ عمر أقدم أجزاء جبل تيبل حوالي 450 مليون سنة. إلى جانب الرواسب الأحدث، يشكل مجمع الحجر الرملي بشكل رئيسي تكوين شبه الجزيرة. على طول طريق تشابمان بيك، يمكن مشاهدة التغير في الطبقات، مما يشير إلى عدم التوافق بين قاعدة الجرانيت والطبقات الرسوبية التي تعلوها.
المظهر الحالي لجبل تيبل هو نتيجة لتآكل الرياح والمياه. يعود شكل أسطحها الكبيرة إلى عوامل التعرية الطبيعية الخارجية. فقد تسلل الماء عبر شقوق وتصدعات الحجر الرملي محدثًا تغييرًا كبيرًا في تركيب الصخور بفعل عمليات التعرية. وقد أدى ذلك أيضًا إلى تكوين كهوف كبيرة من الحجر الرملي.

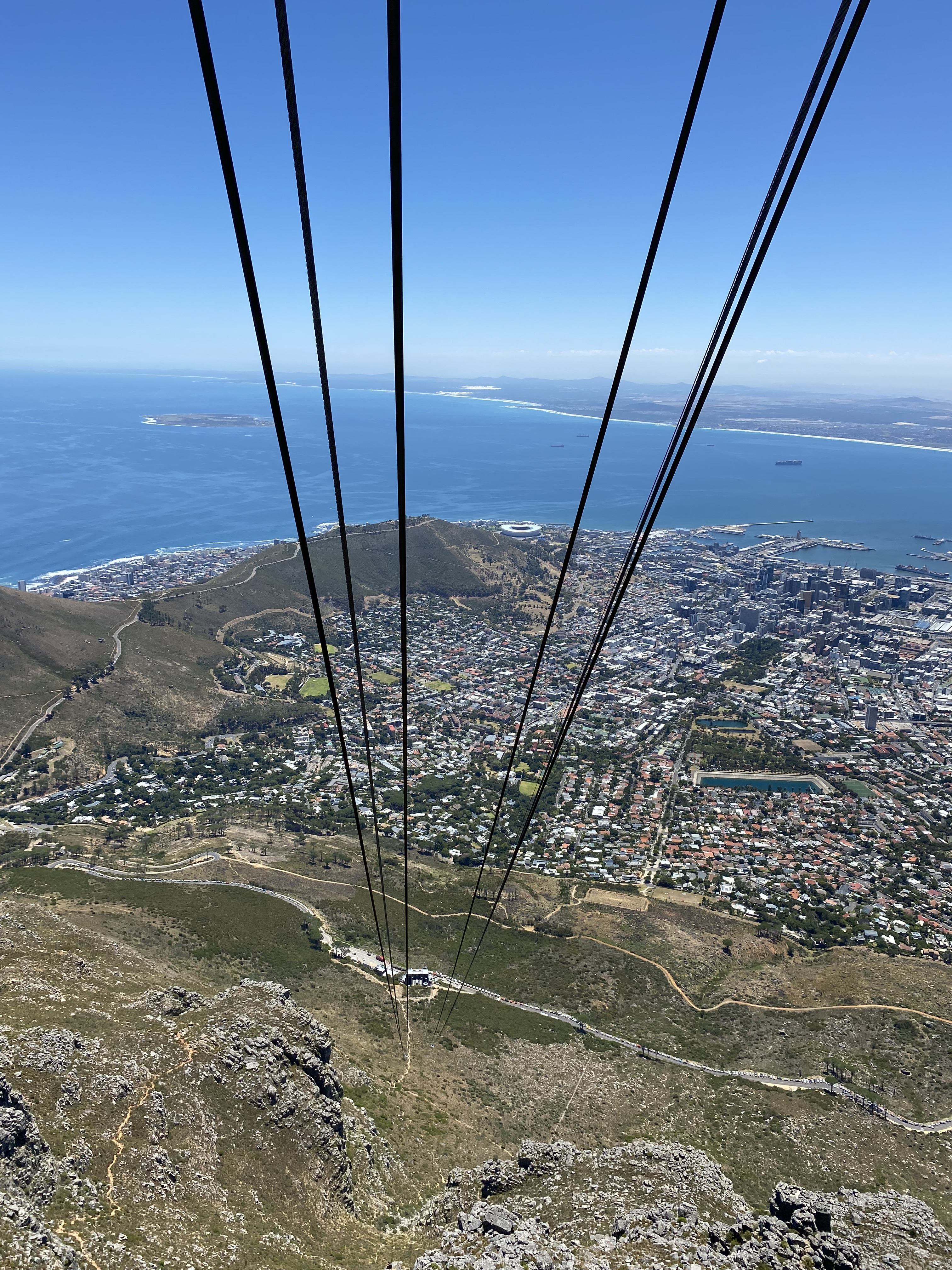
كابلات التعليق للترام الجوي على جبل تيبل في كيب تاون. في الأسفل، تظهر محطة وادي التلفريك الجوي لجبل تيبل. في الخلفية: جزيرة روبن في خليج تيبل، وتل سيجنال (كيب تاون)، ووسط المدينة (٢٠٢٣).

## تلفريك جبل تيبل الجوي
توجد كابلات الترام الجوي على جبل تيبل في كيب تاون. في الأسفل، تظهر محطة وادي تلفريك جبل تيبل الجوي. في الخلفية: جزيرة روبن في خليج تيبل، وتل سيجنال، ووسط المدينة (2023).
يُعد جبل تيبل من أكثر مناطق الجذب السياحي زيارةً في جنوب أفريقيا. فبالإضافة إلى عدد كبير من مسارات المشي متفاوتة الصعوبة، يوجد تلفريك يؤدي إلى جبل تيبل منذ عام 1929. هذا التلفريك الجوي - الذي بنته شركة أدولف بلايخرت وشركاه في لايبزيغ[4] ، وجُدد عامي 1958 و1974 - يعبر فرق الارتفاع البالغ نحو 700 متر. جُدد الترام الجوي عام 1997 من قِبل شركة غارافينتا السويسرية، وهو مُجهز بكابينتين من طراز CWA ROTAIR تتسعان لـ 65 شخصًا، بالإضافة إلى مُرافق للكبينة، مع دوران منطقة وقوف الركاب بزاوية 360 درجة أثناء الرحلة. تتحرك الكبائن على كابلين داعمين، وتُحرك إلى الأمام بواسطة كابل جر. لا توجد أبراج على طول المسار الذي يبلغ طوله 1200 متر. يستطيع التلفريك نقل أكثر من 800 شخص في الساعة.
يعد جبل تيبل جزء من منتزه تيبل ماونتن الوطني، الذي أُنشئ في مايو 1998.

## وصلات خارجية
- جبل الطاولة